# Onthophagus maculosus
Onthophagus maculosus là một loài bọ cánh cứng trong họ Bọ hung (Scarabaeidae).